# SNCASO SO-95 Corse II
Lo SNCASO SO-95 Corse II era un aereo da trasporto, bimotore ad ala bassa, costruito in Francia dalla Société nationale des constructions aéronautiques du sud-ouest a partire dal 1947.

## Storia del progetto
Lo SNCASO SO-95 fu l'estremo sviluppo di un progetto iniziato nei primi anni quaranta, più o meno contemporaneamente allo SO-30 Bretagne, dal gruppo di progettisti ed ingegneri noti come Groupe Technique de Cannes.
Il progetto in questione era quello del SO-80 Biarritz (dal nome di una cittadina aquitana), un bimotore da trasporto ad ala media e carrello triciclo posteriore, equipaggiato con due motori Béarn 6D da 415 CV (6 cilindri in linea), in grado di trasportare 5 passeggeri e 500 kg di posta, a sua volta originariamente realizzato da Marcel Bloch prima della nazionalizzazione della sua azienda (Société des Avions Marcel Bloch), avvenuta nel 1937, ed identificato come Bloch MB 800.
Da questo velivolo, questa volta all'interno dell'azienda nazionalizzata SNCASO, venne successivamente sviluppato lo SO-90 Cassiopée (Cassiopea), che manteneva la medesima conformazione ma montava motori Béarn da 350 CV (dotati di compressore volumetrico) ed era destinato a trasportare 7 passeggeri.
In contemporanea venne sviluppata anche la versione SO-91, identica in tutto fuorché nel carrello che, in questo caso, era in configurazione tricicla anteriore.
Mentre del SO-91 si perdono le tracce, lo sviluppo del SO-90 procedette pur se sotto l'occupazione tedesca; la sua costruzione non venne osteggiata dalla commissione d'armistizio e, malgrado il sequestro di un primo prototipo incompleto nel novembre del 1942, venne portato in volo per la prima volta il 16 agosto del 1943.
Quello stesso volo di collaudo fu tuttavia occasione di fuga per il suo progettista e pilota Maurice Hurel che, con a bordo tre dei suoi sei figli e cinque colleghi, dopo il decollo dall'Aeroporto Mandelieu di Cannes fece rotta verso l'Algeria.
Nel dopoguerra quel medesimo velivolo rientrò in patria e venne esposto al salone aeronautico di Parigi del 1946, ma all'epoca la SNCASO aveva già realizzato uno sviluppo successivo, il SO-93 Corse, portato in volo nel giugno del 1945.
Il nuovo velivolo manteneva la configurazione complessiva del precedente; equipaggiato con motori Argus As 411 da 440 CV, poteva trasportare fino a 10 passeggeri. Anche in questo caso lo sviluppo del progetto non andò oltre il primo esemplare, il cui utilizzo da parte di Air Maroc non può essere considerato certo.
La SNCASO procedette nello sviluppo del velivolo mediante la nuova versione SO-94 Corse I, portata in volo il 6 marzo 1947: la fusoliera era sostanzialmente la stessa mentre venne adottata la configurazione ad ala bassa; l'ala stessa venne ridisegnata (allungata complessivamente di oltre 1 m) e vennero impiegati motori più potenti (in questo caso furono installati una coppia di Renault 12S da 600 CV).
I dati circa la produzione di questa versione dell'aereo non sono concordi e fonti diverse indicano la costruzione di un singolo prototipo, oppure l'impiego da parte delle forze armate francesi di un imprecisato numero di esemplari.
La versione finale di produzione, identificata con la sigla SO-95 Corse II, volò per la prima volta 17 luglio 1947: manteneva l'impostazione generale del modello pur con dimensioni leggermente ridotte rispetto al SO-94; del tutto invariati erano i motori e la capacità di trasporto. Ne furono costruiti 60 esemplari.

## Tecnica
Lo SNCASO SO-95 era un monoplano ad ala bassa con struttura interamente metallica; la fusoliera aveva sezione ovale e poteva ospitare fino a 13 passeggeri. Gli impennaggi erano di tipo convenzionale ed il carrello d'atterraggio era di tipo triciclo posteriore.
Montava motori Renault 12S: si trattava di un motore a 12 cilindri a V invertita, sostanzialmente identico al tedesco Argus As 411 prodotto negli stabilimenti Renault durante il periodo di occupazione tedesca; sviluppavano una potenza di 600 CV ciascuno.

## Impiego operativo
Il SO-95, pur essendo stato espressamente progettato come aereo civile, trovò impiego prevalentemente nei reparti da trasporto delle forze aeree francesi (Armée de l'Air e Aéronavale).
Alcuni esemplari vennero impiegati dall'indiana Air Services of India.

## Versioni
- SO-90 Cassiopée: velivolo da trasporto per 7 passeggeri, ad ala media, carrello triciclo posteriore e due motori Béarn 6D-07 (350 CV); completato un solo esemplare.
- SO-91: velivolo pressoché identico al precedente; differiva solo nella configurazione del carrello che era triciclo anteriore.
- SO-93 Corse: manteneva la struttura complessiva del SO-90; di dimensioni leggermente più grandi, poteva ospitare fino a 10 passeggeri. Equipaggiato con due motori Argus As 411 (440 CV).
- SO-94 Corse I: rispetto al SO-93 aveva ala bassa e motori Renault 12S (600 CV).
- SO-95 Corse II: versione finale (prodotta in 60 esemplari), manteneva l'impostazione generale del precedente. Poteva trasportare fino a 13 passeggeri.

## Utilizzatori

### Militari
Francia
- Aéronavale
- Armée de l'air

### Civili
India
- Air Services of India[13]